# Neophylax flavus
Neophylax flavus is een schietmot uit de familie Uenoidae. De soort komt voor in het Palearctisch gebied.